# Bortigiadas
Bortigiadas (sardinsky: Bultigghjàta) je italská obec (comune) v provincii Sassari v regionu Sardinie. Nachází se ve výšce 476 metrů nad mořem a má 714 obyvatel. Rozloha obce je 75,90 km².